# حسن بن طالب العامري
حسن بن طالب العامري هو شاعر غنائي وملحن يمني. ولد عام 1948 في مدينة سيئون في محافظة حضرموت. له ديوان بعنوان "أشجان وألحان"، وصدر له في عام 2002 كتاب بعنوان "ألفا مثل من حضرموت"، وله مساهمات كذلك في التلحين. تغنى بأشعاره العديد من الفنانين اليمنيين. يعمل مديراً لدائرة الفنون بمكتب وزارة الثقافة والسياحة بمحافظة حضرموت.